# Talipariti ellipticifolium
Talipariti ellipticifolium là một loài thực vật có hoa trong họ Cẩm quỳ. Loài này được (Borss. Waalk.) Fryxell mô tả khoa học đầu tiên năm 2001.